# Pontedassio
Pontedassio (Puntedasce in ligure) è un comune italiano di 2 372 abitanti della provincia di Imperia in Liguria.

## Geografia fisica

### Territorio
Il territorio di Pontedassio è parzialmente compreso lungo il versante sinistro del torrente Impero e, alla parte opposta, presso la stretta valle del torrente Agazza. Tra la vette del territorio pontedassino il monte Acquarone (735 m), il monte Grimaldi (674 m), il monte Abrighetti (596 m), il monte Pian Cavallè (578 m) e il monte Croce (538 m).

### Clima
In base alla media trentennale di riferimento 1961-1990, a Pontedassio e nei paesi circostanti, le temperature più basse si registrano nel mese di gennaio, con una media che si attesta a +6,5 °C, mentre quelle più alte vi sono nel mese di luglio, con una media di +22,8 °C.

## Origini del nome
Per quanto concerne il nome esistono due versioni: quella tradizionale che fa riferimento al ponte di assi il quale, nel tempo, doveva collegare il centro di fondovalle con le frazioni e quella più recente secondo cui il nome deriverebbe dal possedimento di un centurione romano, Assio (Axius), e da lui la denominazione del paese.

## Storia

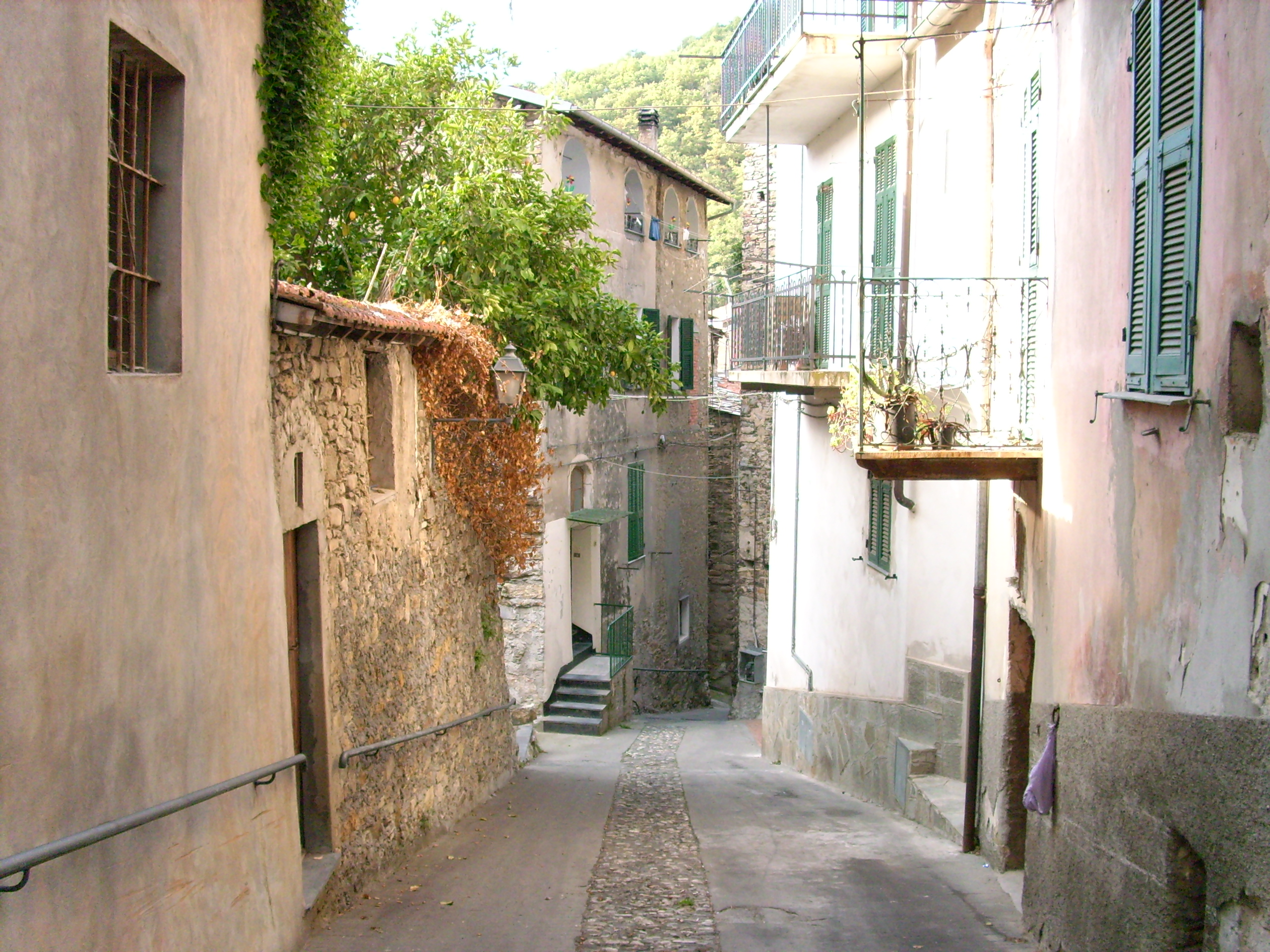
Scorcio del centro storico pontedassino

Il borgo di Pontedassio fu un antico possedimento del vescovo di Albenga, assieme al villaggio di Oneglia di cui seguì le sorti storiche del tempo.
Nel 1298 divenne dominio della famiglia genovese Doria, entrando a far parte della castellania di Bestagno.
Nel 1576 fu quindi ceduto alla Casa Savoia e al loro Ducato.
Tale affiliazione allo Stato sabaudo (divenuto successivamente Regno di Sardegna) perdurò sino all'inizio dell'Ottocento quando, con gli eventi napoleonici, la costituita municipalità di Pontedassio confluì tra il 1801 e il 1803 nella Repubblica Ligure.
Annesso al Primo Impero francese, dal 13 giugno 1805 al 1814 il territorio fu inserito nel Dipartimento di Montenotte sotto l'arrondissement di Porto Maurizio. Nuovamente inglobato nel Regno di Sardegna dal 1815, così come stabilito dal Congresso di Vienna del 1814, la comunità pontedassina confluì nel Regno d'Italia dal 1861. Dal 1859 al 1927 il comune fu compreso nel IV mandamento di Oneglia del circondario di Porto Maurizio facente parte della provincia di Porto Maurizio e, con la sua costituzione, della successiva provincia di Imperia.
Nel 1824 la famiglia Agnesi, che ha avuto i natali nel paese, rilevò un antico mulino dando il via all'attività dell'omonimo pastificio, con l'apertura di ben quattro centri di produzione all'interno di Pontedassio.
Nel 1928 vengono aggregati al territorio pontedassino i soppressi comuni di Bestagno, Villa Guardia e Villa Viani.
Dal 1973 al 31 dicembre 2008 ha fatto parte della Comunità montana dell'Olivo e, con le nuove disposizioni della Legge Regionale n° 24 del 4 luglio 2008, fino al 2011 della Comunità montana dell'Olivo e Alta Valle Arroscia.

### Simboli
Stemma
Gonfalone

Lo stemma è stato riconosciuto con decreto del capo del governo del 6 febbraio 1943; il gonfalone è stato concesso con decreto del presidente della Repubblica del 16 marzo 1956.

## Monumenti e luoghi d'interesse

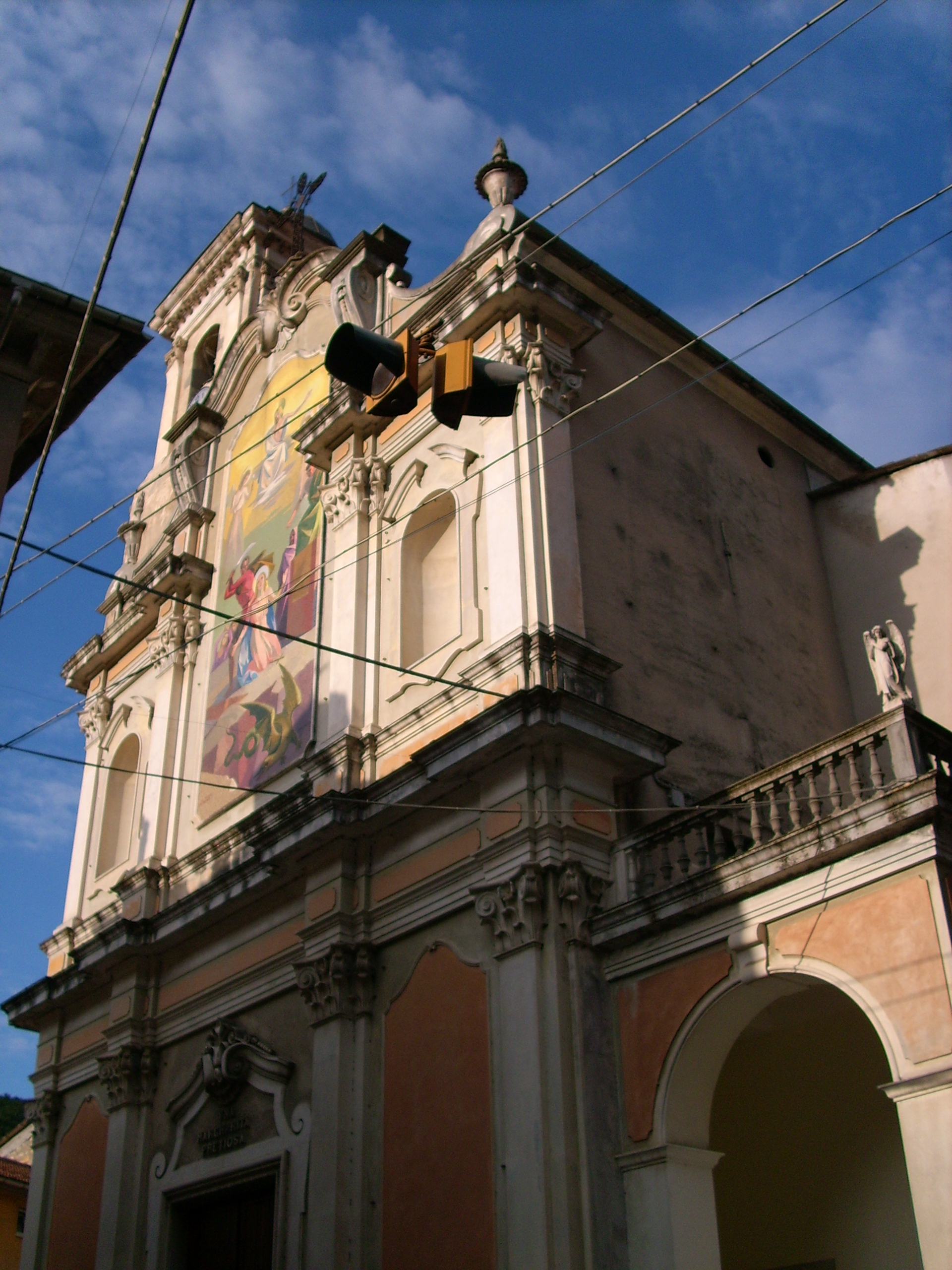
La chiesa parrocchiale di Santa Margherita di Antiochia del borgo pontedassino

### Architetture religiose
- Chiesa parrocchiale di Santa Margherita di Antiochia nel capoluogo. Venne ricostruita su disegno di Giovanni Battista Gandolfo nel 1880, conservando nella base inferiore del campanile alcune tracce dell'edificio preesistente. All'interno è conservato un trittico del 1503 di Luca Baudo da Novara, che raffigura San Bartolomeo in trono con i santi Giovanni Battista e Caterina d'Alessandria, mentre la maggior parte delle tele rimanenti sono di Giovanni Borgna. Sulla facciata esterna è inoltre presente un mosaico (il cui bozzetto originale appartiene alla famiglia Gonan) raffigurante il Martirio di santa Margherita d'Antiochia. Fino a due secoli fa questa chiesa rappresentava il collegamento tra i due borghi storici di Pontedassio.
- Oratorio di San Pietro Martire nel capoluogo, del XVII secolo, attiguo alla parrocchiale di Santa Margherita.
- Chiesa di Santa Caterina nel capoluogo, nei pressi del locale cimitero. Soppressa dopo gli avvenimenti napoleonici di fine Settecento, e declassata a chiesa cimiteriale, è l'unica testimonianza del già presente complesso conventuale dei Domenicani (ai quali subentrarono gli Agostiniani dal 1595 al 1793) che venne demolito in tale periodo per far posto ai nuovi spazi cimiteriali.
- Oratorio campestre di Santa Lucia nel capoluogo, sopra la strada statale 28 del Colle di Nava, del XVI secolo e attigua ad una torre del XIII secolo.
- Chiesa parrocchiale di San Sebastiano nella frazione di Bestagno. La primitiva struttura, ubicata nel cuore del borgo frazionario, era risalente al XV secolo; nel 1743 si procedette ad una sua riedificazione nei canoni architettonici barocchi su progetto di Filippo Maria Marvaldi.
- Chiesa di San Michele Arcangelo nella frazione di Bestagno, nei pressi del locale cimitero, già chiesa matrice della media valle Impero. L'attuale impianto è risalente al Seicento, ma conserva ancora l'attiguo piccolo campanile a vela del 1272 e parte dell'abside medievale aperta con una monofora.
- Oratorio di Nostra Signora dell'Annunziata nella frazione di Bestagno.
- Cappella Natta nella frazione di Bestagno, chiesetta campestre edificata in puro stile bizantino.
- Chiesa parrocchiale della Madonna della Neve, sita nella frazione di Villa Guardia. La struttura attuale è il frutto della rivisitazione architettonica che tra il 1590 e il 1606 trasformarono la chiesa dallo stile rinascimentale a quello barocco.
- Oratorio di San Carlo Borromeo, eretto nel XIX secolo nella frazione di Villa Guardia, posto di fronte alla parrocchiale della frazione. Attiguo all'oratorio vi è un campanile del Quattrocento, quest'ultimo appartenente ad una chiesa andata distrutta.
- Chiesa parrocchiale dell'Assunta, eretta nella frazione di Villa Viani nel XVII secolo. All'interno sono conservate statue lignee di Giovanni Battista Drago del XIX secolo e una statua in marmo dell'Assunzione della Vergine Maria di Francesco Garvo del Settecento circa.
- Oratorio di San Giuseppe, costruito nel Settecento nella frazione di Villa Viani. Progettato da Francesco Marvaldi, è arricchito da stucchi di Gio Andrea Casella del XVIII secolo.

### Architetture civili
- La casa della famiglia Agnesi, denominata anche come palazzo Agnesi, oggi sede del comune di Pontedassio.
- L'ex palazzo municipale, un imponente edificio porticato alla moda piemontese, che si affaccia sulla piazza Vittorio Emanuele II, al centro del paese.

### Architetture militari
- Castello di Bestagno. Risalente al periodo medievale, ubicato poco fuori dal centro abitato della frazione, fu alle dipendenze del Marchesato del Monferrato e del Ducato di Savoia. Nel 1430 rientrò tra i possedimenti del duca Amedeo VIII di Savoia che poi, intorno al 1435, lo restituì al marchese monferrino Gian Giacomo. Successivamente passò pure alle dipendenze dei Doria e fu un suo esponente, Domenico, ad avviare una pressoché riedificazione della postazione difensiva oramai vetusta e devastata dai conflitti tra le varie potenze della zona. Si presenta attualmente allo stato di rudere.
- Torre di Santa Lucia, posta lungo la strada che porta a Pontedassio, antica zona di osservazione utilizzata per avvistare le navi dei pirati saraceni che saccheggiavano le coste liguri. Venne fatta costruire intorno al XIII secolo dai vescovi d'Albenga, il cui dominio si estendeva su gran parte della valle del torrente Impero.

## Società

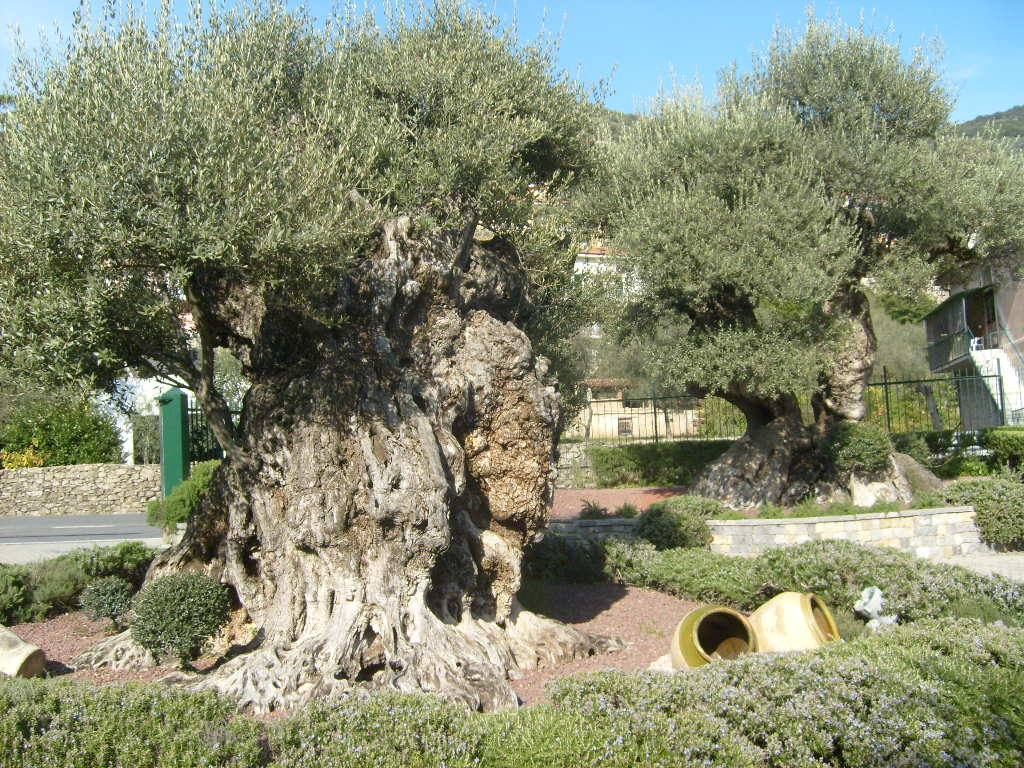
Alberi di ulivo presso un frantoio di Pontedassio

### Evoluzione demografica
Abitanti censiti

### Etnie e minoranze straniere
Secondo i dati Istat al 31 dicembre 2019, i cittadini stranieri residenti a Pontedassio sono 257, così suddivisi per nazionalità, elencando per le presenze più significative:
1. Albania, 121
2. Tunisia, 34
3. Romania, 31

## Cultura

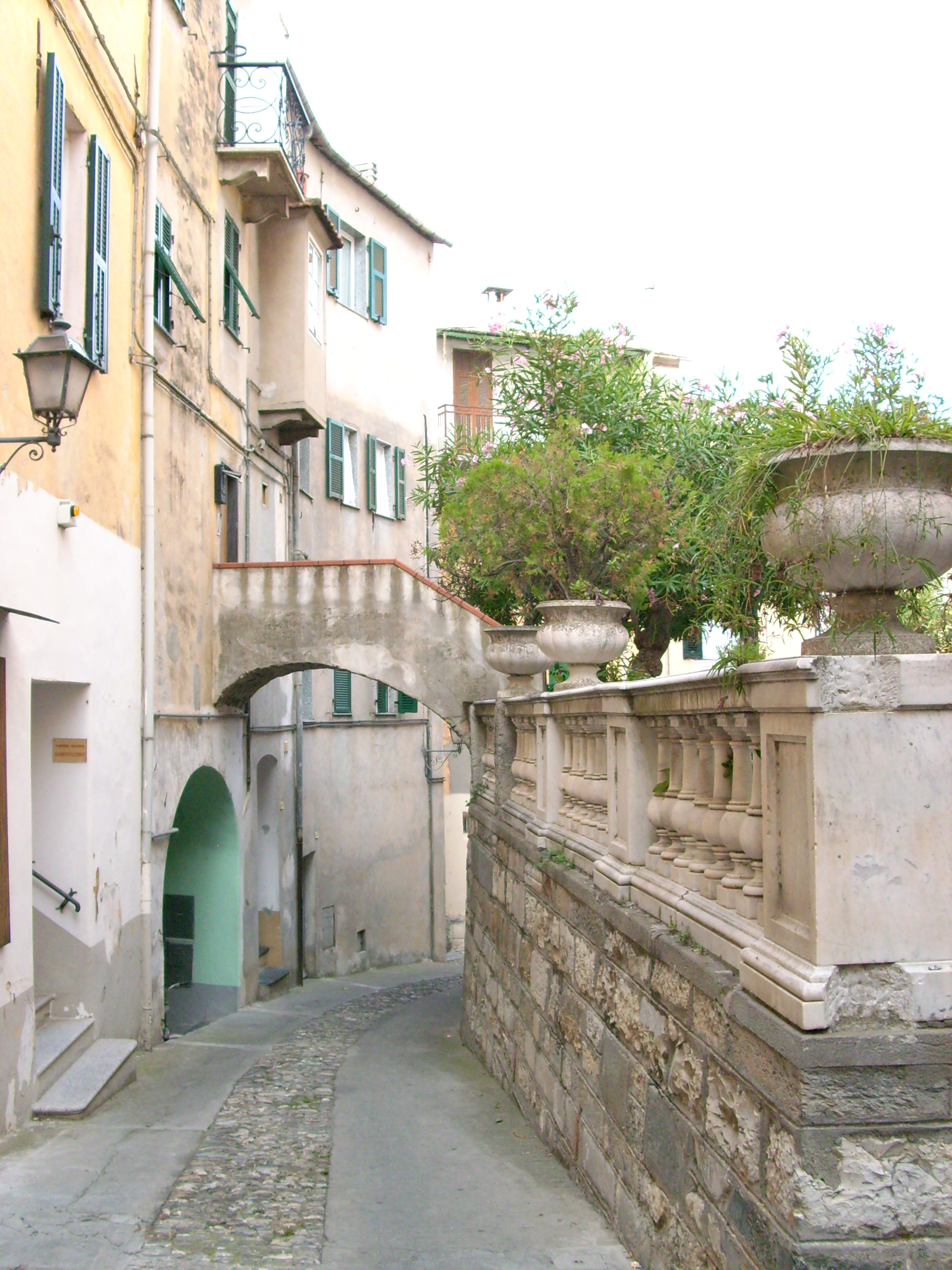
Centro storico pontedassino

### Istruzione

#### Musei
A Pontedassio fu fondato nel 1958 da Vincenzo Agnesi - nella casa di famiglia - un primo spazio museale dedicato alla lavorazione della pasta e dove erano conservati antichi macchinari adibiti alla fabbricazione degli spaghetti e di altri tipi di pasta, appartenuti alla famiglia Agnesi dell'omonimo pastificio. Il materiale venne poi trasferito a Roma presso il museo nazionale delle paste alimentari.

## Geografia antropica
Il territorio comunale è costituito, oltre il capoluogo, dalle tre frazioni di Bestagno, Villa Guardia e Villa Viani e dalle borgate di Cà, Monti, Poggio di Villa Viani e Santa Lucia per un totale di 13,31 km².
Confina a nord con i comuni di Lucinasco, Chiusavecchia e Chiusanico, a sud con Imperia, ad ovest con Vasia, e ad est con Diano Arentino.

### Urbanistica
Il paese di Pontedassio si trova compreso tra la strada che attraversa l'intera valle Impero collegando Imperia a Pieve di Teco e il torrente Impero: in questo modo si sono venuti a formare due rioni: il Borganzo e quello delle Case Soprane.
Gli agglomerati edilizi più antichi si trovano nel già citato rione Borganzo, più precisamente sulla via Giuseppe Garibaldi, che confluisce nel quartiere popolarmente chiamato col nome di Sciangài, dove le case conservano ancora oggi tracce di murature e portali risalenti al periodo fra il XII e il XIII secolo.
Più recente sembra l'origine del rione delle Case Soprane, un nucleo rurale che si trova sul primo tratto della via che porta alla frazione Monti, e del Borghetto, che si viene a trovare lungo la riva destra dell'Impero, sotto al paese di Bestagno. Il territorio direttamente circostante al paese, inoltre, è stato fortemente modificato nel corso dei secoli dall'intervento dell'uomo, che ha cercato di utilizzare lo spazio nel miglior modo possibile: ancora oggi, infatti, i versanti delle colline intorno al paese presentano numerosissimi muri a secco, caselle e sentieri "a risoi" che s'inerpicano lungo le loro pendici.

## Economia
Il comune basa la sua principale risorsa economica sull'attività agricola, specie l'olivicoltura, grazie alla presenza di numerosi frantoi.
Gli olivi coltivati sono della varietà taggiasca da cui si ricava olio extra vergine e olive in salamoia.

## Infrastrutture e trasporti

### Strade
Il territorio di Pontedassio è attraversato principalmente dalla strada statale 28 del Colle di Nava permettendogli il collegamento stradale con Imperia, a sud, e a nord con Chiusavecchia. Fino al 2002 la strada attraversava l'abitato, da quella data è stata spostata ad ovest del torrente Impero, con un tracciato principalmente in galleria. Altra arteria provinciale è la SP 82 per Diano Arentino.

## Amministrazione
| Periodo         | Periodo        | Primo cittadino    | Partito                                          | Carica  | Note   |
| --------------- | -------------- | ------------------ | ------------------------------------------------ | ------- | ------ |
| 23 ottobre 1986 | 26 maggio 1990 | Carlo Testa        | Partito Socialista Italiano                      | Sindaco |        |
| 26 maggio 1990  | 24 aprile 1995 | Ilvo Calzia        | Democrazia Cristiana                             | Sindaco |        |
| 24 aprile 1995  | 14 giugno 1999 | Sebastiano Semeria | Lista civica di centro                           | Sindaco |        |
| 14 giugno 1999  | 14 giugno 2004 | Sebastiano Semeria | Tradizione, Onestà e Rinnovamento (lista civica) | Sindaco |        |
| 14 giugno 2004  | 8 giugno 2009  | Mario Alberti      | Tradizione, Onestà e Rinnovamento (lista civica) | Sindaco |        |
| 8 giugno 2009   | 26 maggio 2014 | Franco Ardissone   | Tradizioni e futuro (lista civica)               | Sindaco |        |
| 26 maggio 2014  | 26 maggio 2019 | Franco Ardissone   | Tradizioni e futuro (lista civica)               | Sindaco | [ 16 ] |
| 27 maggio 2019  | 10 giugno 2024 | Ilvo Calzia        | Tradizione e territorio (lista civica)           | Sindaco |        |
| 10 giugno 2024  | in carica      | Fulvio Pezzuto     | Testa e cuore (lista civica)                     | Sindaco |        |

### Altre informazioni amministrative
Pontedassio fa parte dell'Unione dei comuni della Valle Impero e della Valle del Maro, di cui ospita la sede.

## Sport

### Petanque
Il paese ospita due squadre di pétanque, una maschile e una femminile, che giocano entrambe nelle rispettive sezioni del campionato italiano di Serie B di pétanque.

### Sport minori
Per quanto riguarda gli sport minori Pontedassio vanta fra i suoi residenti una campionessa del mondo di jujitsu, Alessandra Ravotto, anche membro della nazionale italiana giovanile di judo e una medagliata Olimpica di pallanuoto, Giulia Emmolo, che molto ha vinto nelle nazionali minori e tuttora è titolare nella nazionale maggiore.